# Narsés Pedro XIX Tarmouni
Narsés Pedro XIX Tarmouni (en armenio: Ներսէս Պետրոս ԺԹ Թարմունի, Nerses Bedros Tarmouni) (El Cairo, Egipto, 17 de enero de 1940 - Beirut, Líbano, 25 de junio de 2015) fue patriarca (Catholicós) de Cilicia y primado de la Iglesia católica armenia hasta su muerte.
Fue el quinto de ocho hijos de Elías Taza y Josefina Azouz. Realizó sus estudios primarios y secundarios en los Hermanos de las Escuelas Cristianas (Frères des Ecoles Chrétiennes) en El Cairo.

## Sacerdocio
Sintió la vocación al sacerdocio desde muy temprano en su vida, por lo que fue enviado al Pontificio Colegio Leonina en Roma en 1958, y estudió filosofía y teología en la Pontificia Universidad Gregoriana. Su obispo, Raphaël Bayan, lo ordenó como sacerdote en El Cairo el 15 de agosto de 1965. En Heliópolis se le conocía como el Padre Pierre Taza.
Sirvió en la parroquia de la catedral católica armenia de la Anunciación en El Cairo desde 1965 hasta 1968 con Juan Kasparian, quien en 1982 se convirtió en patriarca con el nombre de Juan Pedro XVIII. Entre 1968 y 1990 el padre Pierre Taza era cura de la parroquia de Santa Teresa de Heliópolis de El Cairo.

## Obispado
El 18 de febrero de 1990 fue ordenado obispo de la eparquía (diócesis) de Alejandría de Egipto y Sudán, por imposición de manos de Su Beatitud Juan Pedro XVIII. De 1992 a 1997, como miembro de la jerarquía de la Iglesia católica de Egipto, se desempeñó como secretario general del Consejo Pastoral de la Iglesia católica de Egipto.
Como miembro del Sínodo de los Obispos de la Iglesia católica armenia fue miembro del Consejo de los tres obispos para dirigir la curia patriarcal de 1993 a 1995, presidente de la Comisión Patriarcal para las vocaciones de 1993 a 1995 y miembro permanente del Sínodo a partir de 1994.
En octubre de 1999 fue elegido por los obispos del Sínodo Católico Armenio como patriarca de Cilicia de los católicos armenios y tomó el nombre Nersés Pedro XIX.
Durante el pontificado del papa Francisco fue convocado para participar en calidad de padre sinodal del Sínodo extraordinario de obispos sobre la familia (2014), en su carácter de patriarca de Cilicia de los armenios y jefe del sínodo de la Iglesia armenia católica.
| Predecesor: Juan Pedro XVIII Kasparian | Patriarca de Cilicia de los Armenios 1999 - 2015 | Sucesor: Gregorio Pedro XX Ghabroyan |